# GNG10
GNG10 (англ. G protein subunit gamma 10) – білок, який кодується однойменним геном, розташованим у людей на 9-й хромосомі. Довжина поліпептидного ланцюга білка становить 68 амінокислот, а молекулярна маса — 7 205.
| 10         |  | 20         |  | 30         |  | 40         |  | 50         |
| ---------- |  | ---------- |  | ---------- |  | ---------- |  | ---------- |
| MSSGASASAL |  | QRLVEQLKLE |  | AGVERIKVSQ |  | AAAELQQYCM |  | QNACKDALLV |
| GVPAGSNPFR |  | EPRSCALL   |  |            |  |            |  |            |

A: Аланін

C: Цистеїн

D: Аспарагінова кислота

E: Глутамінова кислота

F: Фенілаланін

G: Гліцин

I: Ізолейцин

K: Лізин

L: Лейцин

M: Метіонін

N: Аспарагін

P: Пролін

Q: Глутамін

R: Аргінін

S: Серин

V: Валін

Кодований геном білок за функціями належить до білків внутрішньоклітинного сигналінгу, ліпопротеїнів. 
Задіяний у таких біологічних процесах, як ацетилювання, метилювання. 
Локалізований у клітинній мембрані, мембрані.